# Podnoszenie ciężarów na Letnich Igrzyskach Olimpijskich Młodzieży 2010
Podnoszenie ciężarów na Letnich Igrzyskach Olimpijskich Młodzieży 2010 odbyło się w dniach 21 - 24 sierpnia w Toa Payoh Sports Hall w Singapurze. Zawodnicy rywalizowali w jedenastu konkurencjach (w 6 męskich i 5 żeńskich). W zawodach ogółem wystartowało 110 zawodników (po 10 w każdej konkurencji).

## Kwalifikacje
Kwalifikacje na igrzyska uzyskiwano podczas Mistrzostw Świata Kadetów 2009 oraz Mistrzostw kontynentalnych kadetów w 2010 roku. Zawodnicy musieli być urodzeni między 1 stycznia 1993 a 31 grudnia 1994 roku.

## Medale

### Chłopcy
| Konkurencja                     | Złoto               | Srebro               | Brąz              |
| Poniżej 56 kilogramów szczegóły | Thạch Kim Tuấn      | Xie Jiawu            | Smbat Margarian   |
| Poniżej 62 kilogramów szczegóły | Kim Song-chol       | José Mena            | Emre Büyükünlü    |
| Poniżej 69 kilogramów szczegóły | Nicat Rəhimov       | Gong Xingbin         | Ediel Márquez Oña |
| Poniżej 77 kilogramów szczegóły | Artiom Okułow       | Chatuphum Chinnawong | Rustem Sibaj      |
| Poniżej 85 kilogramów szczegóły | Georgi Szikow       | Aleksiej Kosow       | Kostiantyn Rewa   |
| Powyżej 85 kilogramów szczegóły | Alireza Kazemineżad | Gorr Minasjan        | Hassan Mohamed    |

### Dziewczęta
| Konkurencja                     | Złoto            | Srebro                 | Brąz              |
| Poniżej 48 kilogramów szczegóły | Tian Yuan        | Sirivimon Pramongkhol  | Génesis Rodríguez |
| Poniżej 53 kilogramów szczegóły | Bojanka Kostowa  | Kuo Hsing-chun         | Safitri Dewl      |
| Poniżej 58 kilogramów szczegóły | Deng Wei         | Zulfija Czinszanło     | Racheal Ekoshoria |
| Poniżej 63 kilogramów szczegóły | Żazira Żapparkuł | Diana Achmietowa       | Aremi Fuentes     |
| Powyżej 63 kilogramów szczegóły | Olga Zubowa      | Chitchanok Pulsabsakul | Kim Kuk-hyang     |

## Tabela medalowa
| Miejsce | Kraj            | Złoto | Srebro | Brąz | Razem |
| 1       | Chiny           | 2     | 2      | 0    | 4     |
| 1       | Rosja           | 2     | 2      | 0    | 4     |
| 3       | Bułgaria        | 2     | 0      | 0    | 2     |
| 4       | Kazachstan      | 1     | 1      | 1    | 3     |
| 5       | Korea Północna  | 1     | 0      | 1    | 2     |
| 6       | Azerbejdżan     | 1     | 0      | 0    | 1     |
| 6       | Iran            | 1     | 0      | 0    | 1     |
| 6       | Wietnam         | 1     | 0      | 0    | 1     |
| 9       | Tajlandia       | 0     | 3      | 0    | 3     |
| 10      | Armenia         | 0     | 1      | 1    | 2     |
| 11      | Chińskie Tajpej | 0     | 1      | 0    | 1     |
| 11      | Kolumbia        | 0     | 1      | 0    | 1     |
| 13      | Kuba            | 0     | 0      | 1    | 1     |
| 13      | Egipt           | 0     | 0      | 1    | 1     |
| 13      | Indonezja       | 0     | 0      | 1    | 1     |
| 13      | Meksyk          | 0     | 0      | 1    | 1     |
| 13      | Nigeria         | 0     | 0      | 1    | 1     |
| 13      | Turcja          | 0     | 0      | 1    | 1     |
| 13      | Ukraina         | 0     | 0      | 1    | 1     |
| 13      | Wenezuela       | 0     | 0      | 1    | 1     |